# Abolqasem Lahouti

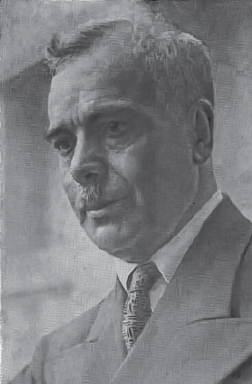
Abolqasem Lahouti

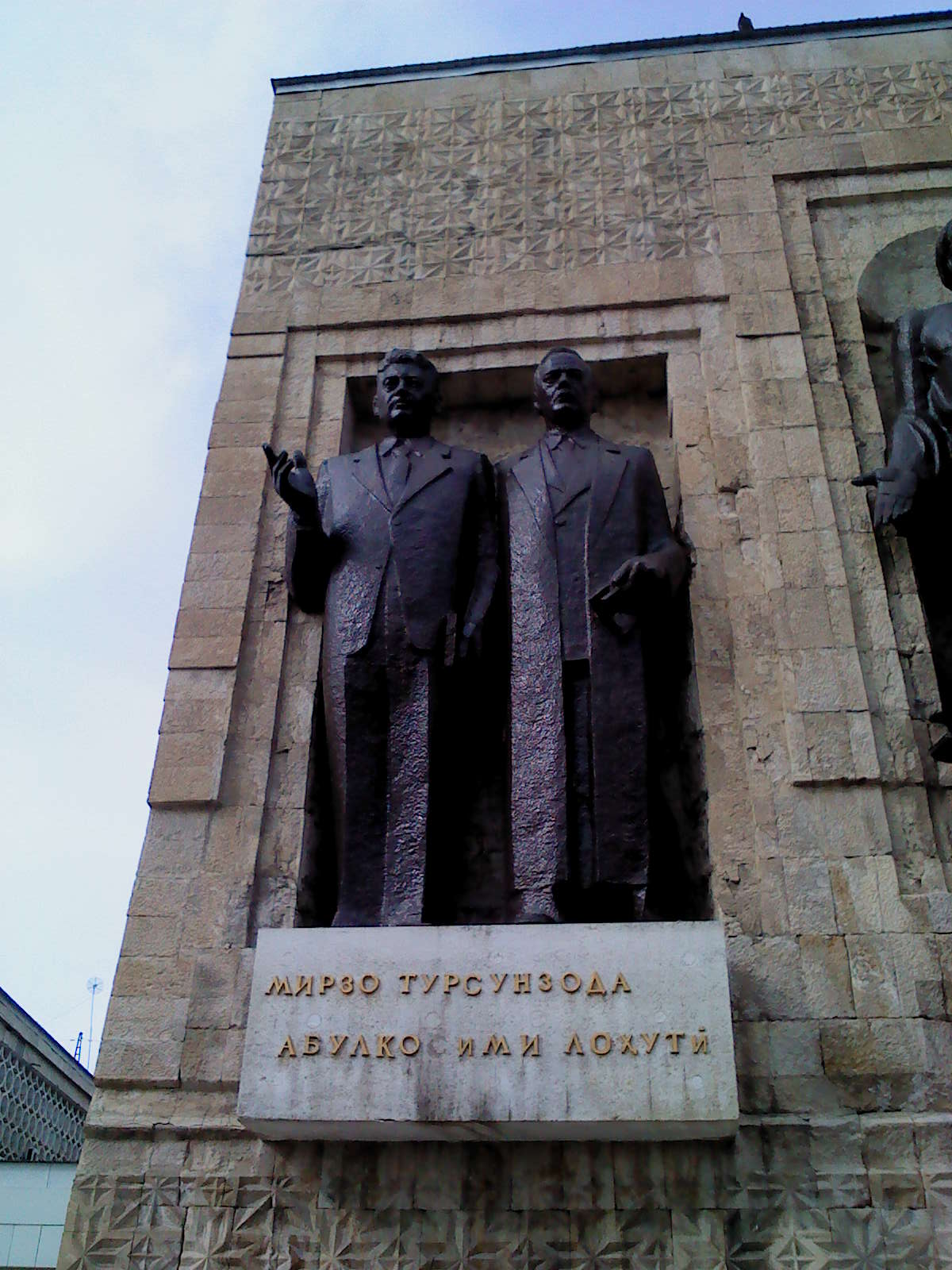
Estátua de Abolqasem Mahout (à direita) no edifício Tajik Writers Union, Duchambé

Abolqāsem Lahūtī (Quermanxá, 12 de outubro de 1887 – Moscou, 16 de março de 1957) foi um poeta iraniano curdo-soviético e ativista político que atuou no Irã durante a Revolução Constitucional Persa e no Tajiquistão no início da era soviética.

## Biografia
Nascido em Quermanxá, filho de um poeta iraniano curdo de nome Mirza Ahmad Elhami e de mãe curda iraniana, seu primeiro poema foi publicado no jornal Habl al-Matin em Calcutá aos 18 anos.
Ele logo entrou na política e até recebeu uma medalha de Sattar Khan por seus esforços.
Inicialmente, ele foi para a escola clerical, mas depois foi para a Bulgária e escreveu muitos poemas sobre o Islã. Ele então voltou ao Irã, alistou-se nas forças armadas alcançando o posto de capitão.
Depois de ser condenado à morte por um tribunal em Qom, fugiu para a Turquia, mas logo voltou e juntou forças com o xeque Mohammad Khiabani em Tabriz. Suas forças derrotaram as tropas de Mahmud Khan Puladeen, mas logo foram dissolvidas por forças recém-enviadas. Ele fugiu para Bacu. Enquanto vivia na República Autônoma de Naquichevão, ele se interessou pelo comunismo. Depois de se casar com uma poetisa russa de nome Cecilia Banu (Sisil Banu), sendo incapaz de iniciar um golpe de estado contra o governo central do Irã, ele desistiu e mudou-se para a URSS, onde permaneceu até seus últimos dias.
Em 1925, ele foi para Duchambé e se juntou aos amigos de Sadriddin Aini. Sua poesia foi bem recebida pelo público e lhe rendeu a posição de fundador da poesia tajique soviética.
Lahuti é o autor do hino tajique SSR. Outras obras de Lahuti incluem "Kovai Ohangar" ("Kaveh, o Ferreiro", 1947), "Qasidai Kremel" ("Ode ao Kremlin", 1923) e "Toj va Bairaq" ("A Coroa e a Bandeira", 1935) . Sua coleção de poesia, em seis volumes, foi publicada entre 1960 e 1963. Ele morreu em 16 de março de 1957, em Moscou.